# Перелік кавалерів Хреста Симона Петлюри (І)
Ця сторінка — інформаційний реєстр. Див. також основні статті: Хрест Симона Петлюри та Перелік кавалерів Хреста Симона Петлюри.
В алфавітному порядку представлені всі відомі кавалери Хреста Симона Петлюри, чиї прізвища починаються з літери «І». 
| № | Фото | Ім'я                        | Дата народження | Місце народження             | Дата смерті       | Місце смерті     | Звання        | Підрозділ              | № ордена |
| - | ---- | --------------------------- | --------------- | ---------------------------- | ----------------- | ---------------- | ------------- | ---------------------- | -------- |
| 1 |      | Іваненко Яким Захарович     | 9 вересня 1892  | Одеса                        | 22 листопада 1921 | Базар            | Старший писар | 4-та Київська дивізія  | 2068     |
| 2 |      | Іванів Андрій               | 1901            |                              | 1 червня 1974     | Канада           | Поручник      | полк Чорних запорожців | 2726     |
| 3 |      | Ігнатенко Дмитро Андрійович | 25 жовтня 1895  |                              | після 1941        |                  | Сотник        |                        | 467      |
| 4 |      | Іоанн, митрополит           | 6 жовтня 1887   | Крупець, Волинська губернія  | 3 травня 1971     | Філадельфія, США | капелан       | Сіра Дивізія Армії УНР | 1007     |
| 5 |      | Іщенко Іван Іванович        | 29 травня 1898  | Зіньків, Полтавська губернія | 22 листопада 1921 | Базар            | козак         | 4-та Київська дивізія  | 2256     |